# Grup de la canasita
El grup de la canasita és un grup de minerals de la classe dels silicats. Està format per tres espècies: la canasita, la fluorcanasita i la frankamenita. Les dues primeres cristal·litzen en el sistema monoclínic, mentre que la frankamenita ho fa en el triclínic. Són un component accessori de la charoitita, una roca metasomàtica potàssica que es troba únicament a la República de Sakha, a Rússia.
| Espècie       | Fórmula                      |
| ------------- | ---------------------------- |
| Canasita      | K₃Na₃Ca₅Si₁₂O30(OH)₄         |
| Fluorcanasita | K₃Na₃Ca₅Si₁₂O30F₄·H₂O        |
| Frankamenita  | K₃Na₃Ca₅(Si₁₂O30)(F,OH)₄·H₂O |

Segons la classificació de Nickel-Strunz els minerals d'aquest grup pertanyen a «09.DG - Inosilicats amb 3 cadenes senzilles i múltiples periòdiques» juntament amb els següents minerals: bustamita, ferrobustamita, pectolita, serandita, wol·lastonita, wol·lastonita-1A, cascandita, plombierita, clinotobermorita, riversideïta, tobermorita, foshagita, jennita, paraumbita, umbita, sørensenita, xonotlita, hil·lebrandita, zorita, chivruaïta, haineaultita, epididimita, eudidimita, elpidita, fenaksita, litidionita, manaksita, tinaksita, tokkoïta, senkevichita, miserita, charoïta, yuksporita i eveslogita.
Aquestes tres espècies es troben principalment a Rússia, entre l'escut d'Aldan i l'óblast de Múrmansk. La canasita podria haver estat citada també a les pedreres d'Aris, a Namíbia.